# Porta Tufilla
Porta Tufilla è una delle porte della città di Ascoli Piceno.
Si trova sul Lungotronto ed un suo fianco costeggia il vicino corso del fiume attraversato in quel tratto dal ponte Nuovo e dal ponte Tufillo.

## Storia
Venne così denominata per un piccolo sperone di roccia tufacea che si trova alla base dell'apertura del fornice. Fu costruita tra il 1552 e il 1555, come testimonia l'epigrafe della linea marcapiano “PAULO IIII PONT MAX MDLV”, dall'architetto Camillo Merli sulle fondamenta di una più antica.

## Struttura
Il corpo di fabbrica si compone di un solo arco a tutto sesto cui è sovrapposta una ciao  pittoresca loggetta di guardia a tre luci, con basi e capitelli.
Fra la sommità dell'arco e le caditoie, uno spazio incorniciato e rettangolare mostra le tracce di un affresco votivo, recentemente restaurato.
Si nota la presenza di strutture atte alla difesa piombante che erano superate al momento della realizzazione dell'opera.